# Lenny Leonard
Lenford „Lenny“ Leonard je fiktivní postava z amerického animovaného seriálu Simpsonovi.

## Životopis
Lennyho křestní jméno je Lenford a pochází z Chicaga. Je buddhistou a má magisterský titul z fyziky. Lenny často navštěvuje hospodu U Vočka, kde tráví čas se svými nejlepšími přáteli Carlem Carlsonem, Homerem Simpsonem, Barneym Gumblem a Vočkem Szyslakem. Je Homerovým a Carlovým spolupracovníkem ve Springfieldské jaderné elektrárně.
Lenny je náchylný ke zraněním, často se mu do očí dostávají různé předměty. Má sovětské předky, jeho babička strávila dvacet let v zajateckém táboře v sovětském Rusku. S Homerem, Carlem a Vočkem se Lenny seznámil, jak popisuje retrospektivní díl Simpsonových Takoví jsme nebyli, již v dětství na táboře pro chudé děti, kam Homera odvezl jeho otec Abe. Dle epizody Zlatá devadesátá byl Lenny spolu s Carlem a Louem v 90. letech členem Homerovy hudební skupiny Smutgasmus.
Homer po Lennym pojmenoval svou dceru Maggie, její celé rodné jméno zní Margaret Lenny Simpson.
V původním znění Lennyho dabuje Harry Shearer a v českém znění ho od 5. řady mluví Josef Carda.